# Alexander Lernet-Holenia
Alexander Lernet-Holenia (Viena, 1897 — 1976) va ser un escriptor austríac. La temàtica de la seva obra se centra en la seva experiència bèl·lica durant la Primera i Segona Guerra Mundial on va participar, entre d'altres, a la Invasió de Polònia. Va escriure prosa i obres teatrals de gran repercussió. Va ser pròxim a Rainer Maria Rilke, Friedrich Torberg o Günther Nenning. Va presidir la secció austríaca del PEN Club Internacional.

## Obres
- Der Herr von Paris (‘El cavaller de París', 1936)
- Der Baron Bagge (‘El baró Bagge’, 1936)
- Mars im Widder (‘Mars a Àries', 1941)